# Asota melanesiensis
Asota melanesiensis är en fjärilsart som beskrevs av Pierre E.L. Viette 1951. Asota melanesiensis ingår i släktet Asota och familjen nattflyn. Inga underarter finns listade i Catalogue of Life.